# 조흠의 변

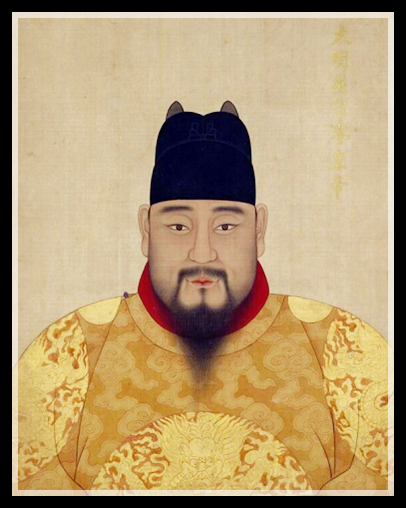
정통제

조흠의 변(曹石之變)은 1461년 8월 7일에 베이징에서 일어났던 명나라 시대의 반란이다. 조흠(曹欽) 장군과 그를 따르는 몽골계 병사들이 주축이 되어, 당시 황제였던 정통제를 상대로 반란을 일으켰다. 이는 토목의 변으로 자리에서 쫓겨났던 정통제가 경태제를 내쫓고 다시 제위에 등극한 뒤, 그가 자리를 되찾는데에 도움을 준 공신들을 점차 숙청하기 시작하자 이에 위기의식을 느낀 조흠 장군과 휘하 장군들이 일으킨 것이다. 하지만 반란 계획이 실행 전 새어나갔고, 조흠 장군의 세 아들은 전투 도중 사망하였으며, 조흠 장군은 끝내 진압군을 이기지 못하고 자결하였다. 이 사건 이후 명나라 조정에서는 몽골계 병사들이 군대의 요직에 앉는 것에 대한 우려가 커졌으며, 몽골계 병사들의 가족들을 최대한 수도와 멀리 떨어진 곳에 살도록 하여 이들이 반란을 다시 일으키는 것을 막으려하였다.

## 배경
명나라 시대 동안, 명나라 군대에서 복무했던 몽골계 병사들은 대부분 전쟁 포로거나 자발적으로 명에 복속되어 군직에 오른 자들이었다. 또한 북부 지방의 심한 가뭄과 흉작을 피하여 상대적으로 풍요로웠던 명나라 국경 안으로 가족들을 이끌고 들어온 자들도 있었다. 이후 몽골계 병사들은 점차 군대에서 요직을 차지하기 시작하였으며, 몇몇은 대신의 자리까지 오르는 등 점차 그 위세가 커지고 있었다. 몽골계 귀족들은 중국의 귀족들과 연을 맺고 점차 중국화되어갔으며, 거의 자발적으로 한 문화를 받아들였다. 하지만 명나라 지배층들은 이 몽골족들에 대한 의심을 풀지 않았다. 몽골계 유민들은 중국 관료들에 의하여 폭력, 강간, 상해의 대상이 되는 경우가 잦았으며, 거지나 노숙자와 같은 사회 하류층으로 전락하는 경우가 잦았다. 명나라 조정은 군대를 동원하여 유민들을 중국 전역으로 흩어지게 하여 중국 북부 국경지대에 몽골 유민들이 몰리지 않게 하였다. 중국 학자에 의하면, 본디 몽골인들의 이민을 장려했던 명나라 정부가 토목의 변을 겪으며 이후 나라가 혼란해지며 몽골인들이 국경을 넘어오는 것을 기피하게 되었다고 한다.
1461년 7월 20일, 몽골인들이 황하 북부 상류를 따라 명나라 국경을 침입하여 약탈을 저지른 이후, 당시 병부상서였던 마앙과 순탕 장군은 산시성의 방비를 맡기 위하여 15,000여 명의 군사를 이끌고 국경으로 향했다. 역사학자들에 의하면, 명나라의 이같은 조치는 중국 내에서 살고 있던 몽골 유민들의 위기감을 오히려 더욱 고조시키는 역할을 하였다고 한다. 명나라 군대가 더이상은 북쪽에서 침입해오는 자신들의 동족으로부터 자신들을 지켜주지 못할 것이라고 여기게 되었다는 것이다.

## 반란 전날
1461년 8월 6일, 정통제는 칙령을 내려 황제에게 충성을 다할 것을 맹세하도록 하였다. 이는 안그래도 의심으로 가득하던 조흠 장군을 더더욱 위기감 속에 빠뜨렸고, 황실 호위대에 근무하던 그의 측근을 불법 행위를 했다는 이유로 죽여버리는 계기가 되었다. 본디 이 호위 병사는 조흠 장군의 뒤를 봐주며 돈을 벌어들이고 있었는데, 이 병사가 장군과 그 사이의 관계를 노출시키자 조흠 장군은 어쩔 수 없이 그를 죽여버린 후, 병사의 아내에게는 그가 정신이 나가 도망쳤다고 말하였다. 그리고 호위대장은 이 병사가 갑작스레 사라진 것에 대한 의문을 품고, 황제의 허락을 받아 조사를 시작하였으나, 아무것도 찾아낼 수 없었다.
석형(石亨) 장군은 정통제의 즉위를 도운 공신들 중 하나였으나, 황제로부터 칙령을 받은 직후 감옥에 갇혀 사망하였으며, 그의 아들 또한 얼마 지나지 않아 처형되었다. 이와 같이 황제의 칙령을 받은 조흠 장군은 당연히 다음 차례가 다음이 될 것이라 여겼고, 결국 반란을 일으키는 것밖에는 도리가 없다고 여기게 되었다. 당시 조흠 장군이 지휘하던 부대는 몽골계 유민들이 주축이 된 부대로, 여러 전투에 최선봉으로 싸우며 단련된 최정예병들이었다. 또한 그들은 조흠 장군이 정통제의 복위를 도울 때 조흠 장군의 뒤를 따랐던 자들이었던지라, 만일 정통제가 조흠 장군을 역모죄로 처형한다면 곧 자신들도 그렇게 될 것임을 알고 있었기에, 그들은 조흠 장군에게 절대적으로 충성을 다할 수 밖에 없었다.
석형 장군은 마앙 병부상서와 순탕 장군을 죽이고 반란을 일으키기로 작정했다. 사서에 의하면, 석형 장군은 경태제를 다시 복위시킨 이후 정통제를 다시 태상황으로 물러나게 하여 권력을 빼앗을 생각이었다고 한다.

## 반란
조흠 장군이 몽골계 휘하 장수들과 8월 6일에 연회를 가졌을 적에, 그 장수들 중 2명이 몰래 연회를 빠져나와 7일 새벽녁에 그들의 몽골계 상관들에게 몰래 반란 계획을 알렸다. 이후 극도로 놀란 상관들은 곧 순탕 장군에게 조흠 장군의 음모를 알렸고, 순탕 장군은 그 길로 자금성으로 향해 정통제에게 조흠의 배반 사실을 알렸다. 황제는 이 소식을 듣자마자 조흠 장군의 가족들을 볼모로 잡은 뒤, 자금성과 베이징 내성 전체를 굳게 걸어잠갔다. 그동안 조흠 장군은 계획이 누설되었음을 짐작하고, 새벽에 그의 병사들을 이끌고 자금성을 시찰하러 떠났다. 하지만 자금성의 황실 호위대가 그에게 자금성의 통입을 거부하자, 조흠 장군은 그의 계획이 흘러나갔음을 확신하게 되었다.
조흠 장군은 그의 병사들에게 곧바로 막사에서 떠나 자금성을 포위할 것을 명하였고, 그동안 그를 조사해왔던 황실 호위대의 대장 노고의 집을 찾아가 그를 직접 살해하였다. 노고를 죽인 직후, 조흠 장군은 당시 내각대학사였던 이신을 찾아가, 노고의 잘린 목을 보여주며 그가 어쩔 수 없이 반란을 일으킬 수 밖에 없었노라고 해명했다. 내각대학사는 황제에게 서신을 보내 조흠 장군이 노고에게 역심을 품고 그를 죽였을 뿐이며, 황제에게 반역할 의도따위는 결코 없었으며 대사면을 바란다고 한 말을 그대로 전해 바쳤다. 황제는 이 서신을 보고도 전혀 의심을 풀지 않았으며, 자금성의 문 또한 열지 않았다. 그러자 조흠 장군은 만일 문을 열어주지 않을 시 조정의 대신과 특히, 내각대학사 이신을 죽여버릴 것이라고 협박하기 시작하였다. 하지만 그 당시에 옆에 있던 부하들이 그에게 조흠 장군의 아버지의 장례식 축문을 작성해주었던 것이 이신이었다는 것을 환기시키며 결국 이신은 살아남을 수 있게 된다.

## 반란의 끝
내각대학사를 이용한 협박도 실패로 돌아가자, 조흠 장군은 결국 자금성을 본격적으로 공격하기로 결정했다. 그는 자금성의 동문과 서문에 불을 질렀으나, 이 불은 얼마 지나지 않은 갑작스런 비로 모두 꺼졌다. 당시 자금성은 5,610명에 달하는 친위대가 지키고 있었다. 조흠 장군은 휘하 부하들을 풀어 베이징 내성을 모두 점령하도록 하였고, 내각대학사 이신을 포함한 대부분의 대신들은 거의 베이징 외부로 도망쳤으나 몇몇 고관들은 미처 빠져나가지 못하고 병사들에게 살해당했다.
순탕 장군이 이 반란을 진압하기 위해 나섰으며, 자금성 동화문 밖에서 전투를 진행했다. 한편 병부상서 마앙은 조흠의 군대의 측면을 파고들었다. 수세에 몰린 조흠 장군은 후퇴할 수 밖에 없었다. 정오에 이를 적에, 순탕 장군은 이미 조흠 장군의 형제들 중 하나를 죽였으며, 심지어는 조흠 장군 또한 양팔에 심각한 부상을 입은 상태였다. 그는 베이징의 동쪽 시장에 자리잡고 항전을 계속했고, 순탕 장군은 궁수 부대를 동원하여 이들을 모두 쏘아 죽이도록 하였다. 조흠 장군은 어떻게든 베이징을 빠져나가기 위하여 몸부림 쳤으나, 이미 진압 부대들이 모든 문을 굳게 걸어잠그고 있었기에 결국 조흠 장군은 베이징에 있던 자신의 자택으로 도망칠 수 밖에 없었다. 이후 모든 것을 포기한 조흠 장군은 잡혀서 고문을 당하는 것을 피하기 위하여 자결함으로써 최후를 맞았다. 이후 조흠 장군의 시체를 발견한 진압 부대는 그의 목을 베어 성벽에 내어 걸었다.

## 반란 이후
내각대학사 이신이 진압 작전 직전에 약속했듯이, 모든 진압부대 병사들은 조흠 장군의 집에 있는 모든 것들을 마음대로 가질 수 있는 권리를 얻었다. 그는 또한 반란군 병사를 잡는 자에게는 벼슬자리가 주어질 것이며, 또한 후한 포상들이 주어질 것이라 약속하였다. 이후 조흠 장군 휘하의 병사들은 거의 전부가 살해당하거나 포로로 잡혀 고문을 겪었으며, 조흠 장군과 조금이라도 관계가 있었던 자들은 모두 조사를 받았다.

## 같이 보기
- 명나라
- 자금성
- 정통제
- 토목의 변